# Абхазская Автономная Республика
Абха́зская Автоно́мная Респу́блика (груз. აფხაზეთის ავტონომიური რესპუბლიკა, Ап’хазет’ис автономиури республика, абх. Аԥснытәи Автономтә Ареспублика), также используется название Автоно́мная Респу́блика Абха́зия — административная единица в Грузии, автономная республика, охватывающая территорию Абхазии.
С 2006 по 2008 годы правительство Абхазской Автономной Республики располагалось на территории Абхазии в контролируемом в то время Грузией селении Чхалта. После войны 2008 года с Россией и Абхазией всю территорию региона контролирует частично признанная Республика Абхазия при поддержке российских войск; в документах Грузии Абхазия рассматривается как оккупированная российскими вооружёнными силами территория.

## История
В 1992 году после установления Грузией в начале грузино-абхазского конфликта контроля над частью Абхазии в Сухуми был размещён прогрузинский Кабинет Министров Абхазии. 27 сентября 1993 года Кабинет Министров покинул город, к тому моменту уже почти полностью перешедший под контроль вооружённых сил непризнанной Республики Абхазия, и стал базироваться в Тбилиси, где функционировало как Правительство Автономной Республики Абхазия в изгнании в течение 17 лет.
8 декабря 2000 года верховным советом Абхазской АР была принята конституция (основной закон) Абхазской Автономной Республики, основанная на конституции Абхазской АССР 1978 года.
В 2006 году Грузия ввела войска в Кодорское ущелье, находящееся на территории Абхазии. Официальной причиной была названа необходимость проведения операции, направленной против Эмзара Квициани, до прихода к власти Михаила Саакашвили бывшего полномочным представителем грузинского правительства в Кодорском ущелье. 27 июля 2006 года верхняя часть Кодорского ущелья была официально переименована грузинскими властями в Верхнюю Абхазию, а прогрузинское правительство Абхазии во главе с избранным 24 апреля 2006 года на эту должность Малхазом Акишбаей было размещено в селе Чхалта, где располагалось до войны августа 2008 года, когда Вооружённые силы Абхазии и Вооружённые силы Российской Федерации провели операцию по вытеснению грузинских сил за пределы Абхазии, в ходе которой установили контроль над Кодорским ущельем, тем самым обретя полный контроль над всей территорией Абхазии. С тех пор признающееся грузинскими властями правительство региона вновь располагается за его пределами, функционируя в изгнании.

## Административное деление
Де-юре столицей Абхазской Автономной Республики является Сухуми. С 1993 по 2006 годы и начиная с 2008 года штаб-квартира правительства Абхазии в изгнании располагается в Тбилиси, с 2006 по 2008 годы располагалась в селе Чхалта в Кодорском ущелье.
Формально Абхазская Автономная Республика делится на 6 муниципалитетов:
- Гагрский муниципалитет, центр — Гагра
- Гудаутский муниципалитет, центр — Гудаута
- Сухумский муниципалитет, центр — Сухуми
- Гульрипшский муниципалитет, центр — Гульрипши
- Очамчирский муниципалитет, центр — Очамчира
- Гальский муниципалитет, центр — Гали

## Неофициальный флаг и герб
Существует проект символики для Абхазской Автономной Республики, разработанный Государствееным советом геральдики (в данный момент официально не принято).
- Проект флага.
- Проект герба.

## Главы правительства
| Срок полномочий                   | Глава правительства | Фото | Годы жизни | Комментарии |
| --------------------------------- | ------------------- | ---- | ---------- | ----------- |
| Сентябрь 1993 — 16 марта 2004     | Тамаз Надарейшвили  |      | 1954—2004  |             |
| 16 марта 2004 — 30 сентября 2004  | Лондер Цаава        |      |            |             |
| 30 сентября 2004 — 24 апреля 2006 | Ираклий Аласания    |      | 1973—      |             |
| 24 апреля 2006 — 11 июня 2009     | Малхаз Акишбая      |      | 1972—      |             |
| 11 июня 2009 — 5 апреля 2013      | Георгий Барамия     |      | 1966—      |             |
| 5 апреля 2013 — 1 мая 2019        | Вахтанг Колбая      |      | 1952—      |             |
| С 1 мая 2019                      | Руслан Абашидзе     |      | 1971—      |             |

## Председатели Верховного совета
| имя                | партия                     | Фото | вступил в должность | отставка       |
| ------------------ | -------------------------- | ---- | ------------------- | -------------- |
| Тамаз Надарейшвили | Абхазия — мой дом          |      | сентябрь 1993       | 13 января 2004 |
| Темур Мжавия       | За демократические реформы |      | 16 марта 2004       | 16 марта 2009  |
| Элгуджа Гвазава    |                            |      | 16 марта 2009       | 8 апреля 2019  |
| Джемал Гамахария   |                            |      | 8 апреля 2019       |                |

Заместители председателя Верховного совета Абхазской АР (2009—2014) — Анзор Цоцонава и Тамаз Хубуа
Заместители председателя Верховного совета Абхазской АР (2014—2019) — Давид Гвадзабия и Джемал Гамахария
Заместители председателя Верховного совета Абхазской АР (С 2019) — Тамаз Хубуа и Давид Гвадзабия